# Nephrosperma van-houtteanum
Nephrosperma van-houtteanum ist eine auf den Seychellen endemische Palmenart. Sie ist die einzige Art der Gattung Nephrosperma.

## Merkmale
Nephrosperma van-houtteanum ist eine mittelgroße, einzelstämmige Palme. Junge Exemplare sind bewehrt, im Alter sind sie mehr oder weniger unbewehrt. Sie sind einhäusig getrenntgeschlechtig (monözisch) und blühen mehrmals. Der Stamm ist aufrecht, unbewehrt und mit auffälligen, ringförmigen Blattnarben besetzt. 
Die Chromosomenzahl ist 2n = 32.

### Blätter
Die Blätter sind gefiedert. Die Blattscheide ist röhrig, später offen, die Blattscheiden bilden keinen deutlichen Kronenschaft. Sie sind dicht behaart und tragen im Jugendstadium zahlreiche schwarze Stacheln, im Alter sind sie annähernd unbewehrt. Der Rand der Blattscheiden ist unregelmäßig Blatthäutchen-ähnlich. Der Blattstiel ist deutlich ausgebildet und trägt eine weiße Behaarung und verstreut Schuppen. Die Rhachis ist gebogen. Die Blattfiederchen sind regelmäßig angeordnet, gebogen und zwei- oder dreimal gefaltet. Sie sind spitz bis zugespitzt, oberseits kahl, unterseits mit zahlreichen punktförmigen Schuppen und Haaren besetzt. Wachsende Blätter sind rot gefärbt.

### Blütenstände
Die Blütenstände stehen einzeln zwischen den Blättern (interfoliar) und sind einfach verzweigt. Die Blütenstände sind proterandrisch. Der Blütenstandsstiel ist sehr lang und etwa halb so lang wie oder länger als die Blätter. Sie sind zunächst aufrecht, später gebogen. Das Vorblatt setzt nahe der Basis des Blütenstandsstiels an, ist ausdauernd, lederig, röhrig, zweikielig, die Flügel sind unregelmäßig gespalten oder gezähnt. Es ist dicht mit Schuppen und mit weißem Wachs besetzt sowie mit kurzen Dornen und Stacheln besetzt, selten unbewehrt. Das Hochblatt am Blütenstandsstiel setzt wenig entfernt vom Vorblatt an, ist länglich, mit auffälligem langem Schnabel. Es ist zunächst röhrig, reißt aber längs ein und fällt später ab. 
Die Blütenstandsachse ist kürzer als der Stiel und trägt die blütentragenden Seitenachsen (Rachillae) in schraubiger Anordnung. Die Hochblätter an der Blütenstandsachse sind sehr klein. Die Rachillae sind beschuppt und haben an der Basis einen geschwollenen, blütenfreien Bereich. Sie sind sehr lang, abstehend und schlank. Sie tragen in Abständen in schraubiger Anordnung die Blüten-Triaden. Nur an der Spitze stehen die Blüten einzeln oder in Paaren.

### Blüten
Die männlichen Blüten sind symmetrisch. Die drei Kelchblätter stehen getrennt und imbricat, sie sind rundlich und gekielt. Die drei Kronblätter sind rund drei- bis viermal so lang wie die Kelchblätter; sie stehen getrennt und sind valvat sowie bootsförmig. Die rund 40 bis 50 Staubblätter haben lange Staubfäden und sehr kleine Antheren. Diese sind rundlich, haben ein breites Konnektiv und sind latrors. Das Stempelrudiment ist eiförmig und deutlich ausgebildet.
Die weiblichen Blüten sind kugelig. Die drei Kelchblätter sind getrennt und imbrickant, rundlich, dick und reißen gerne unregelmäßig auf. Die drei Kronblätter sind getrennt, imbrickat, rundlich, mit kurzen, dreieckigen, valvaten Spitzen. Die sechs Staminodien sind klein und zahnförmig. Das Gynoeceum ist verkehrt-birnförmig und hat einen Fächer mit einer Samenanlage. Die Narben sind klein und stehen apikal. 

### Früchte
Die Frucht ist eher klein, kugelig bis leicht nierenförmig und rot. Die Blütenhülle bleibt erhalten, die Narbenreste stehen seitlich. Das Exokarp ist glänzend, glatt, das Mesokarp ist dünn, fleischig und hat innen eine Schicht von Fasern. Das Endokarp ist sehr dünn und knorpelartig. Der Samen ist kugelig bis nierenförmig und setzt seitlich nahe der Basis an. Er hat ein langes Hilum, die Raphen-Zweige stehen getrennt und sind leicht in das Endosperm eingesetzt. Letzteres ist tief gefurcht (ruminat). 

## Verbreitung und Standorte
Nephrosperma van-houtteanum kommt nur auf den Seychellen vor. Sie ist eine Art des Tieflandes und kommt über 500 m Seehöhe nicht mehr vor. Sie wächst auf felsigen Hängen, kommt aber auch in manchen Sekundärwäldern vor. Als Zierpflanze wird sie verbreitet angepflanzt.

## Taxonomie und Systematik
Die Gattung Nephrosperma wurde 1877 von Isaac Bayley Balfour in John Gilbert Baker: Flora of Mauritius and the Seychelles Seite 386 erstbeschrieben.
Die Gattung Nephrosperma wird innerhalb der Familie Arecaceae in die Unterfamilie Arecoideae, Tribus Areceae und Subtribus Verschaffeltiinae gestellt. Ihre Schwestergattung ist Phoenicophorium.
In der World Checklist of Selected Plant Families der Royal Botanic Gardens, Kew, wird nur die Art Nephrosperma van-houtteanum anerkannt.
Der Name setzt sich aus den griechischen Wörtern nephros für Niere und sperma für Samen zusammen und bezieht sich auf die Form der Samen. Der Artname van-houtteanum wurde zu Ehren des belgischen Botanikers und Gärtnereibesitzers Louis van Houtte (1810–1876) gewählt.

## Belege
- John Dransfield, Natalie W. Uhl, Conny B. Asmussen, William J. Baker, Madeline M. Harley, Carl E. Lewis: Genera Palmarum. The Evolution and Classification of Palms. Zweite Auflage, Royal Botanic Gardens, Kew 2008, ISBN 978-1-84246-182-2, S. 611–613.